# Lamprotes polydamia
Lamprotes polydamia là một loài bướm đêm trong họ Noctuidae.